# 普濟殿
22°59′56″N 120°11′57″E / 22.998912°N 120.199172°E
四聯境普濟殿（臺羅：Sì-liân-kíng Phóo-tsè-tiān），舊名普濟寺、普濟廟，位於臺灣臺南市中西區，是臺灣府城最早的王爺廟，主祀威靈王池府千歲。此外聖君廟與粗糠崎土地公廟的神像（張公法主和福德正神等）在原廟被廢之後合祀於普濟殿內，2018年後兩神遷入普濟殿旁新建的聖君廟中。

## 傳說
建廟傳說創建於臺灣明鄭時期永曆年間，當時稱「普濟寺」，原主祀觀世音菩薩，原為佛教寺廟兼會館使用。傳聞曾有同安人借宿時將池府千歲神像因故留祀寺內，之後香火日盛，池府千歲成為寺廟主神，使「普濟寺」改稱為「普濟廟」，後改為「普濟殿」。
風水傳說此殿附近街道四通八達，呈現八卦網狀，此殿位置因而稱為「蜘蛛結網穴」，可網住別稱「鳳凰城」的台南城。

## 歷史

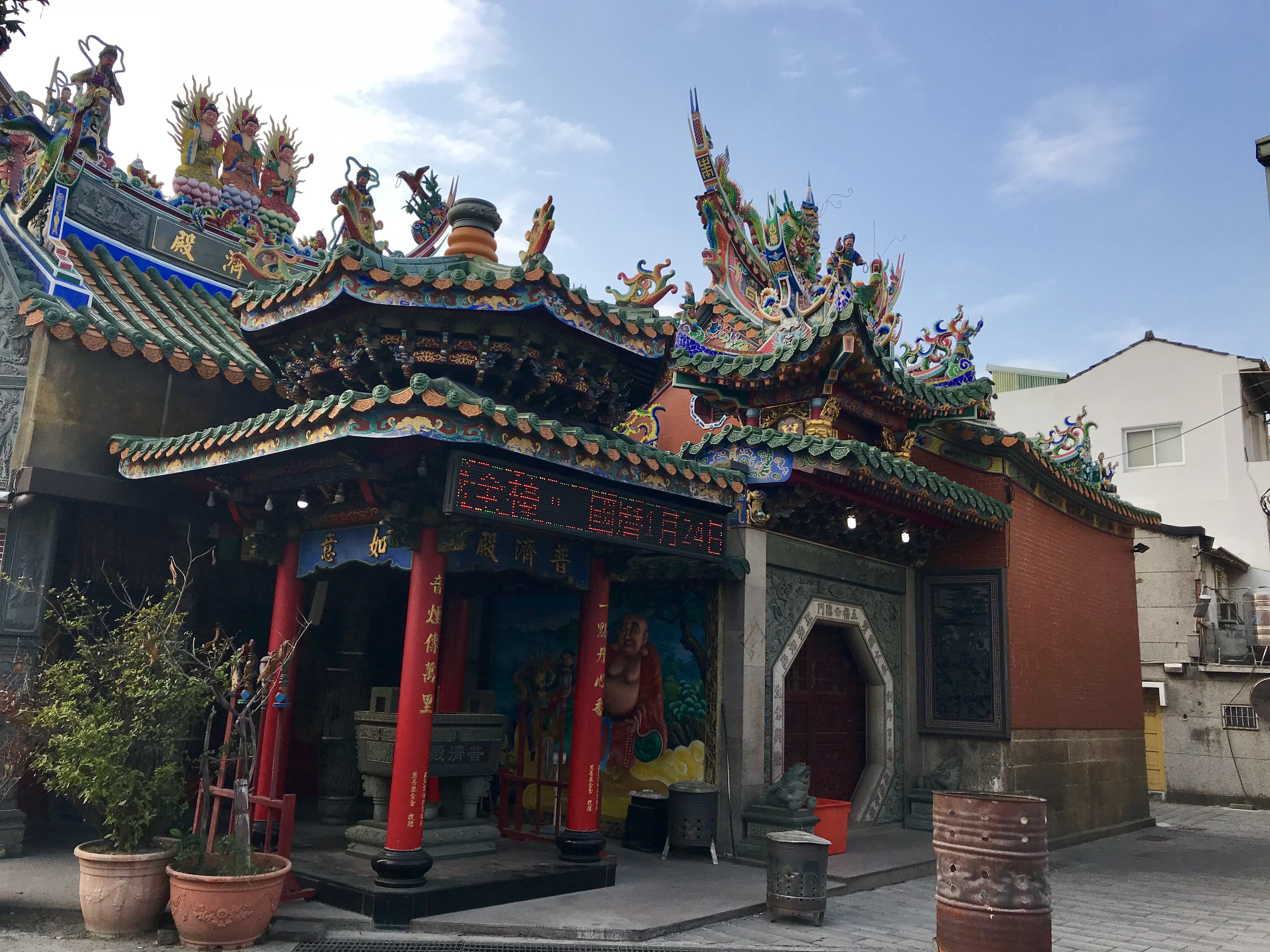
普濟殿偏殿

### 清治時期
臺灣清治時期，康熙二十五年（1686年），寺廟初次重建落成，由坐南朝北改為坐北朝南。為臺灣府城最早的王爺廟。
康熙末年陳文達《臺灣縣志》載：「竹林寺，堂祀觀音。周圍環以竹，遍植花果；寺雖窄狹，別具幽雅之致。」，並記寺廟在鎮北坊，石萬壽研究此「竹林寺」當即普濟殿原名，或其別稱。
乾隆十一年（1746年），石文耀等人發起重修。嘉慶二十二年（1817年），石克纘等人再度發起重修。單龍盤柱為嘉慶戊寅年所落款。當時北港朝天宮開山住持-樹壁禪師（臨濟正宗第34代）的再傳弟子 邇蓮禪師(臨濟正宗第41代) 任普濟殿主持，出資取得寺廟右側土地，用以加蓋偏殿。邇蓮禪師圓寂後，同屬樹壁禪師法脈之瑞芳禪師（臨濟正宗第43代）於嘉慶、道光年間任普濟殿住持。
寺廟內有塊嘉慶二十四年（1819年）的〈重興碑記〉刻：「禁：大殿前埕，理宜潔淨，毋許積科以及演唱影戲…」可見證嘉慶年間臺灣府城已有皮影戲活動。該碑還刻寫：「蓋聞蓮花片座，鍾靈嘗吸夫日星，貝葉半笥，護法必防乎風雨。維扶輿之所結，為法界之攸宜。北魏則一萬三千，罔非式廓；南朝則四百八十，亦係卜臧。曩者因王戾止，普濟名殿。」
咸豐五年（1855年）的〈普濟殿重興碑記〉，記有捐款為石鼎美、黃謙記、蔡振益、陳合成、黃邦記、吳昌記、魏茂源、林致和。其中石鼎美即石時榮，在嘉慶年至同治年間，府城的大小公眾事務捐輸都能見其紀錄，建有石鼎美古厝。
清治末期，此廟為負責佛頭港、新港墘港、兌悅門等地治安的七合境之一，財力為成員中最大，聯境主廟則是老古石集福宮。

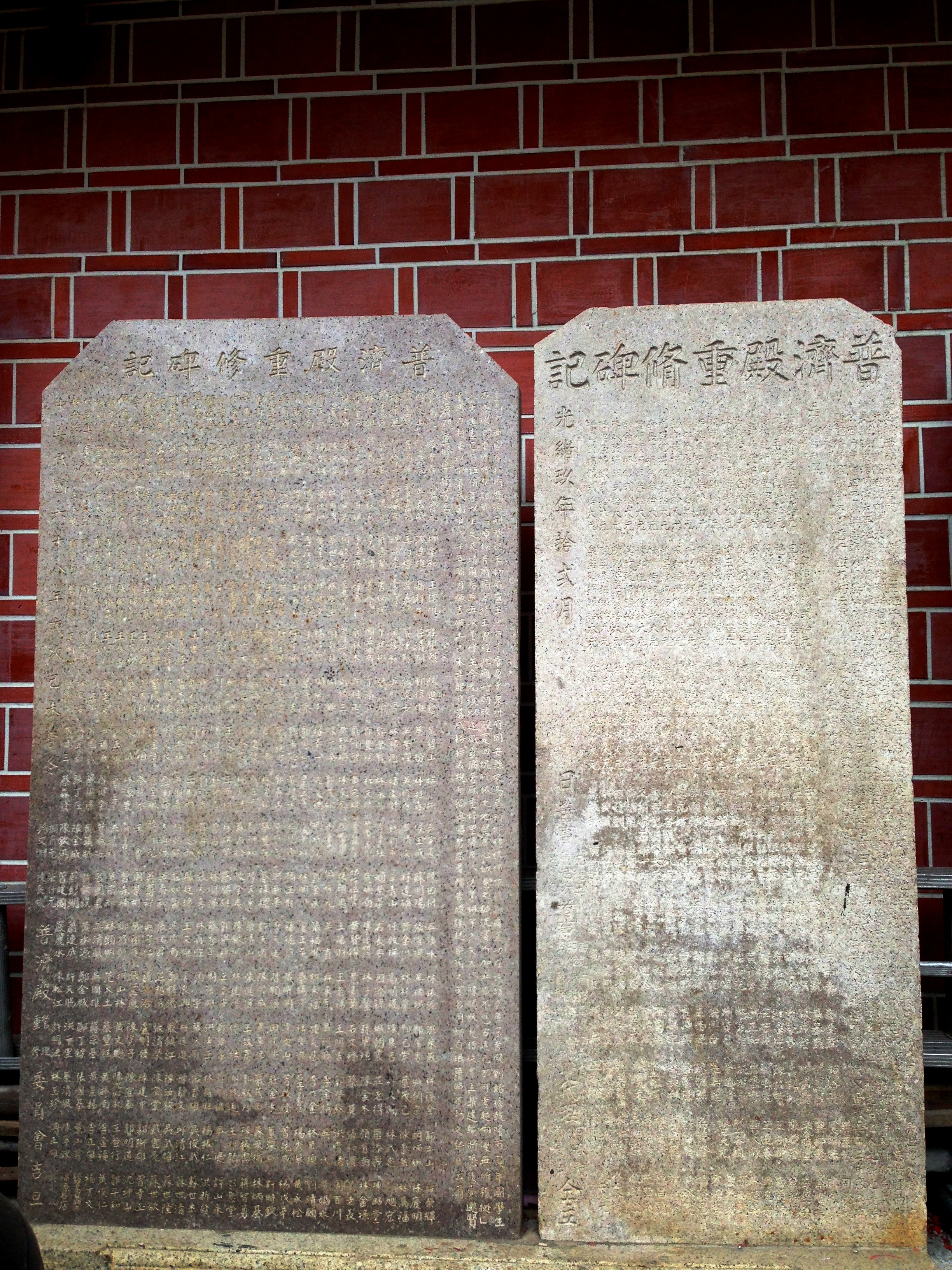
普濟殿的石碑

### 日治時期
臺灣日治時代的二十世紀初，此殿設有名為「鏞鏘社」的京劇團。
廟頂上的剪黏為洪坤福作品。
昭和十七年（1942年），粗糠崎土地公廟被廢後，廟中神像被安置於普濟殿內。
在日治末期，普濟殿遭盟軍轟炸，廟前拜亭毀損。同年，1944年，新營太子宮與普濟殿中斷交陪境。

### 戰後時期

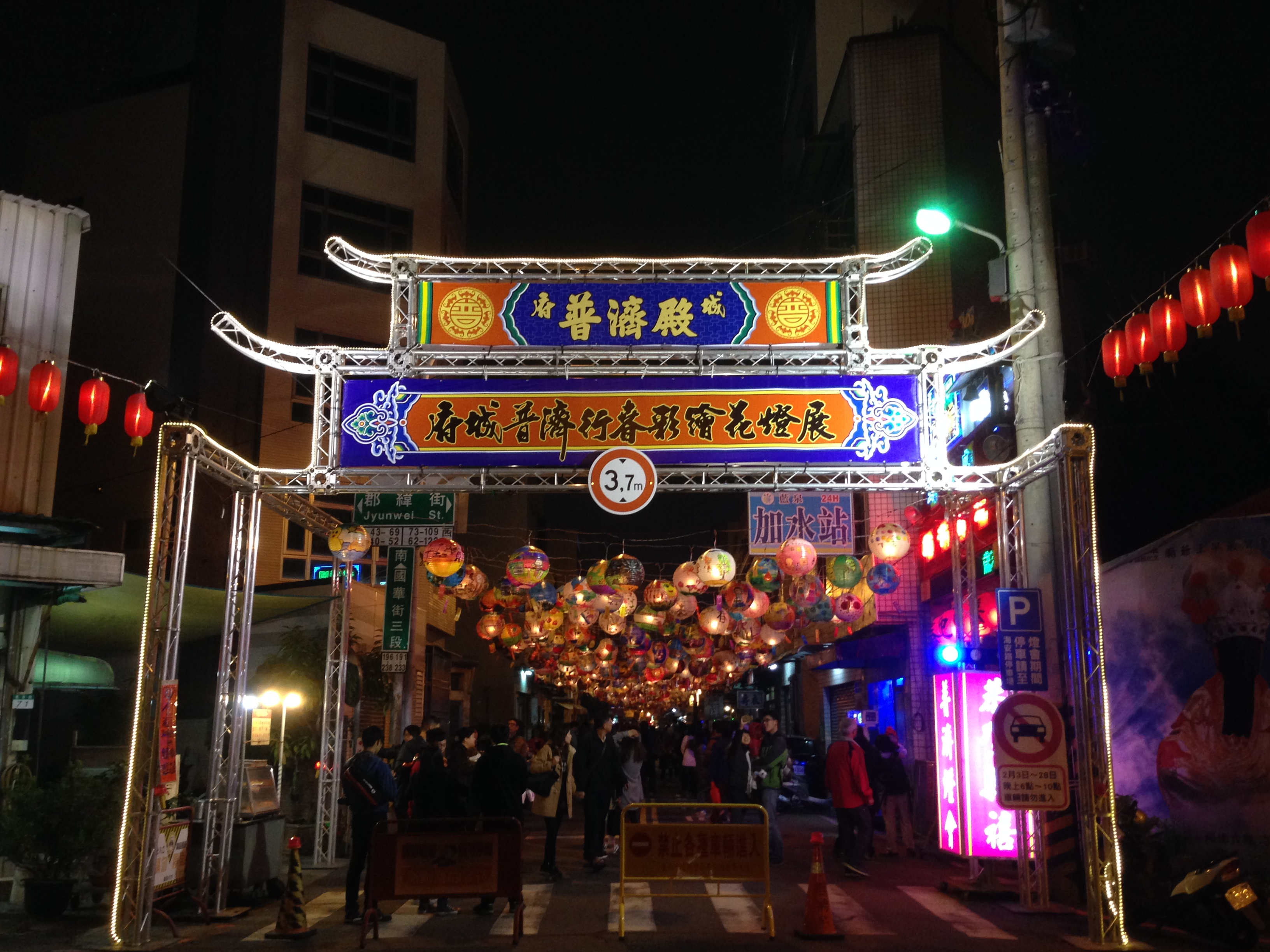
普濟殿元宵花燈

1945年，寺廟再次發起重修；1974年又再度重修，始成今貌，其正殿與偏殿大門開口方向相左，較為特殊。潘麗水曾在此殿繪畫門神。
1966年後，聖君廟法主公神像安置於普濟殿內。
約1990年代，殿方開始會在池府千歲聖誕舉行救濟貧困，此後多年來未曾間斷。每年有三次救助活動，分別在農曆六月十八日的池府王爺聖誕、農曆三月初八日的張府聖君聖誕、農曆二月十九日觀音佛祖的聖誕日。
2011年，台南大天后宮舉辦遶境，新營太子宮與普濟殿恢復中斷六十多年的交陪境。
2013年，台南市政府嚴厲管制廟會只能在神轎進出廟各放一串鞭炮、晚上十時後不可製造噪音，引發兩極反應，廟方人員與市議員謝龍介因而抗議市長賴清德。
2014年起，廟方在台灣元宵節前後舉行創意彩繪花燈比賽，次年臺灣網友票選普濟殿燈會為全台灣春節十大必看燈會之一。
2015年臺南市登革熱疫情，殿方依照古禮點雄黃、起硫磺、灑淨水、驅瘟疫，並以「蜘蛛八卦穴」為中心，向外各大街小巷皆佈連炮進行除疫儀式。殿方解釋此些儀式為祖先常用，或許不具科學根據，但至少讓市民心安。
2021年因COVID-19疫情影響，普濟殿元宵花燈7年來首度停辦。
2025年，普濟殿依主神指示啟建乙巳年百年王巡五朝禳災祈安福醮，經管委會查過去文獻發現上科王巡醮地舉行年份已經是180年前了。本科王巡醮原本由新營太子宮、南勢街西羅殿和六合境馬公廟聯合掛主普，因為恭請交誼境神尊時發生爭議，由西羅殿單方面宣布斷交，聯合馬公廟一同退出王巡醮，後來由普濟殿邀請四聯境另外三間廟宇贊普。

## 祭祀
主祀威靈王池府千歲，陪祀觀音佛祖、地藏王菩薩、齊天大聖、彌勒佛、三太子、月老神君、田都元帥、註生娘娘、福德正神、虎爺等。
據1973年該廟印行之《池府千歲略歷暨普濟殿沿革》一書，紀錄池王爺俗名陳文魁，為泉州府同安縣馬巷村人，在池邊見瘟疫神降毒於池塘，恐鄉里飲用，乃自殉以救鄉人，被奉為神祇。又黃叔璥《臺海使槎錄》的〈赤崁筆談〉載即暗示的陳永華升天後，出任鎮守天門之元帥池王爺。石萬壽因而主張此廟的池府千歲實際上是亦為同安人的陳永華 ，為當時民間暗自供奉。
龕前供奉的掌牌爺塑像，雕以穿錯腳、左鞋沒穿好、右鞋破洞，露出腳大拇指，模仿衙役們趁長官出門時偷睡覺，長官有事折回，臨時集合的狀況，讓人莞爾。
臺灣許多廟宇在送迎神儀式已採掌中戲、歌仔戲，而此殿一直維持以嘉禮戲敬獻的古禮，包括送迎神、立春（接財神）、天公生都表演傀儡戲。
在中元普度季節，黃銅山等老師傅，總會於此殿前製作各廟宇訂製、現在已少見的傳統食品米糕栫。

## 交誼友宮

### 交誼境
四聯境媽祖樓天后宮、四聯境金安宮、老古石集福宮、佛頭港崇福宮、佛頭港景福祠、佛頭港聚福宮、六合境全臺開基永華宮、中和境北極殿、臺郡三郊水仙宮、祀典大觀音亭興濟宮、祀典大天后宮、開基天后祖廟、開基藥王廟、番薯崎小南天、彰邑城隍廟、林邊放索安瀾宮、林邊放索普龍殿、鳥松大竹池王宮、開元忠安宮、月港鎮南宮、阿蓮薦善堂 、南勢街西羅殿（單方面斷交）。

### 普濟殿境
石精臼開基共善堂、台南和勝堂、府城善德堂、府城試經口集和堂、小公園慈和堂、米街澤祐堂、聖爺會聖尊堂、府城德聖壇、南廠閭山協安壇、府城普威殿、小北萬聖府、小北福德祠、府城聖母壇、府城五王宮、府城宣威會、小北安聖宮、府城玉朝宮。

## 外部連結
- 普濟殿的Facebook專頁